# 丘成桐中学数学奖
丘成桐中学数学奖是由华裔数学家丘成桐与泰康人寿保险股份有限公司联合发起的青少年科技奖项。

## 资料来源
1. ↑  丘成桐中学数学奖网站介绍页，http://www.yau-awards.org/introduction-c.php （页面存档备份，存于）